# Adolf Purtscher
Adolf Purtscher (4. nebo 9. ledna 1819 Lienz – 4. dubna 1850 Matrei in Osttirol) byl rakouský lékař a politik německé národnosti z Tyrolska, během revolučního roku 1848 poslanec Říšského sněmu.

## Biografie
Studoval lékařství na Univerzitě v Innsbrucku a v letech 1843–1847 na Vídeňské univerzitě. V roce 1849 získal titul doktora medicíny.
Během revolučního roku 1848 se zapojil do politického dění. Ve volbách roku 1848 byl zvolen na rakouský ústavodárný Říšský sněm. Zastupoval volební obvod Vídeň-Alservorstadt v Dolních Rakousích. Uvádí se jako doktorand medicíny. Patřil ke sněmovní levici. Profiloval se jako zdatný parlamentní řečník. Prosazoval oddělení státu a církve. Byl aktivní i jako publicista. Zaměřoval se na politické úvahy. Kromě toho psal i lyriku. Ovlivnil ho Adolf Pichler von Rauterkar, s nímž se seznámil během studií v Innsbrucku.
Po rozpuštění sněmu působil zhruba jeden rok v Matrei in Osttirol jako lékař. Zemřel roku 1850 na skvrnitý tyfus.